# Cascarille
La cascarille est l'écorce de certaines espèces d'arbustes du genre Croton, notamment de Croton cascarilla et Croton eluteria. Par extension, on appelle « cascarille », ces deux espèces.
La cascarille de Croton eluteria est récoltée pour ses propriétés médicinales et aromatiques. C'est un tonique qui stimule l'appétit et aide à la digestion. Elle dégage une odeur agréable et musquée lorsqu'elle est brûlée, mais on rapporte que la fumée pourrait avoir un effet intoxicant et causer des vertiges. On en tire aussi une huile essentielle utilisée pour traiter les troubles respiratoires.